# قشلاق حاج لطف علي
قشلاق حاج‌ لطف علي هي قرية في مقاطعة خدا أفرين، إيران. عدد سكان هذه القرية هو 54 في سنة 2006.